# Montournais
 Montournais  es una población y comuna francesa, en la región de Países del Loira, departamento de Vendée, en el distrito de Fontenay-le-Comte y cantón de Pouzauges.

## Demografía
| 1778 | 1782 | 1648 | 1642 | 1717 | 1714 |
| Para los censos de 1962 a 1999 la población legal corresponde a la población sin duplicidades (Fuente: INSEE [Consultar]) |      |      |      |      |      |